# Gildingwells
Gildingwells – wieś w Anglii, w hrabstwie ceremonialnym South Yorkshire, w dystrykcie metropolitalnym Rotherham. Leży 21 km na wschód od miasta Sheffield i 219 km na północ od Londynu.